# Christkindelsmärik, Strasbourg

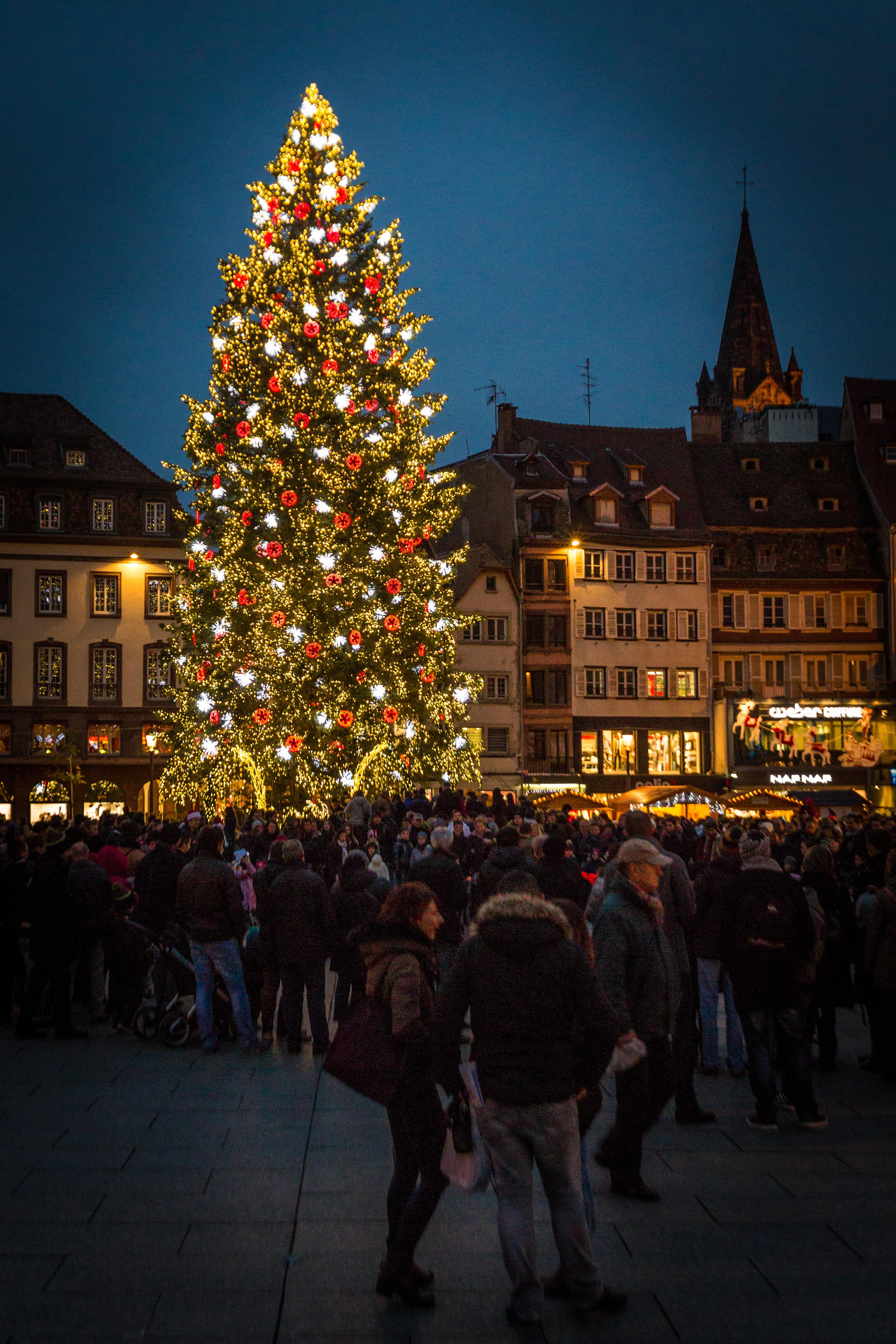

Christkindelsmärik är en årlig julmarknad i Strasbourg, Frankrike, utanför Notre-Dame de Strasbourg.